# Catedral de San Pablo (Tirana)
La Catedral de San Pablo de Tirana (en albanés, Katedralja e Shën Palit) es la catedral católica de Tirana, capital de Albania. Fue concluida en 2001, y pertenece a la arquidiócesis de Tirana-Durrës. El edificio, de aspecto moderno, posee una vidriera representando al Papa Juan Pablo II y la Madre Teresa de Calcuta.
Cuando el Papa Juan Pablo II visitó Albania en 1993, colocó la primera piedra de la iglesia. Se inauguró formalmente el 26 de enero de 2002.
La catedral está construida con una forma combinada de triángulo y círculo, que representan a la Santísima Trinidad y la Eternidad de Dios respectivamente, y presenta un interior relativamente sencillo. En la parte posterior hay una pila bautismal con un cirio pascual. En la parte superior del edificio hay una estatua del apóstol Pablo.